# Jihyo
Park Ji-hyo (* 1. Februar 1997 in Guri, Gyeonggi-do) ist eine südkoreanische Sängerin und Mitglied der Girlgroup Twice. Zumeist tritt sie unter ihrem Mononym Jihyo (Hangeul: 지효) auf.

## Leben und Karriere
Jihyo wurde als Park Ji-soo (koreanisch 박지수) geboren, änderte ihren Namen jedoch, bevor sie an der Castingshow Sixteen teilnahm. Nach einem Casting für eine Rolle in einem Jugendprogramm von Naver TV wurde sie bei JYP Entertainment im Alter von acht Jahren Trainee der Agentur. Dort trainierte sie unter anderem zusammen mit Sunmi und Bae Suzy. 2015 trat Jihyo kurz im Musikvideo des Liedes Only You von Miss A auf. J.Y. Park kritisierte zu Beginn ihrer Karriere ihre vermeintlichen Gewichtsprobleme.
Ursprünglich hätte Jihyo, wie auch Nayeon und Jeongyeon, an der von JYPE geplanten Gruppe 6mix teilnehmen sollen. Dieses Vorhaben wurde jedoch von Seiten der Agentur beendet.
Im Juli 2015 ging sie aus der Castingshow Sixteen siegreich hervor, in der sie als eines der neun zukünftigen Mitglieder von Twice ausgewählt wurde. Jihyo wurde dabei zum Leader der Gruppe bestimmt, obwohl sie nicht das älteste Mitglied ist. Bei den Songs Eyes Eyes Eyes, 24/7, Ho!, Sunset, Girls Like Us, Get Loud und 21:29 wirkte Jihyo beim Schreiben der Songtexte mit. 2016 veröffentlichte sie mit den Sängerinnen Ben und Jung Eun-ji den Song The Reason Why I'm Beautiful.
Im Juni 2023 kündigte JYP Entertainment an, dass Jihyo im August 2023 als Solokünstlerin mit dem Projekt Zone debütieren wird.

### Privates
Im August 2019 wurde offiziell verkündet, dass sie sich in einer Beziehung mit dem Sänger Kang Daniel befindet. Im November 2020 gab JYP Entertainment die Trennung des Paares bekannt.